# Мікросистема
Мікросистема — мініатюрна інженерна система, що звичайно складається з МЕМС і виконує спеціальні інженерні функції. Мікросистема має, як правило, три головні складові компоненти: мікросенсорну частину, актуатор, блок обробки інформації.
До мікросистемних пристроїв відносять пристрої, які можуть мати характерний розмір від мікрометрів до одиниць міліметрів і декількох сантиметрів.

## Інженер мікросистем
Інженер мікросистем - це професія, яка полягає в дослідженні, проектуванні, розробці та контролі виробництва мікроелектромеханічних систем (МЕМС). Ці системи можуть бути інтегровані в механічні, оптичні, акустичні та електронні продукти.